# Рекуперация (политика)
В социологическом смысле рекуперация (англ. recuperation, восстановление) — это процесс, посредством которого политически радикальные идеи и образы искажаются, кооптируются, поглощаются, обезвреживаются, включаются, присоединяются или превращаются в товар в медиакультуре и буржуазном обществе и, таким образом, интерпретируются через нейтральную, безобидную или более общепринятую точку зрения. В более широком смысле, это может относиться к культурному присвоению любых подрывных символов или идей господствующей культурой.
Концепция рекуперации была сформулирована членами Situationist International, впервые опубликованная в 1960 году. Этот термин имеет негативную коннотацию, потому что рекуперация обычно несет в себе намеренные последствия (воспринимаемые или нет) фундаментального изменения значения радикальных идей из-за их присвоения или включения в доминирующий дискурс. Первоначально она задумывалась как противоположность концепции détournement, в которой изображения и другие культурные артефакты заимствованы из основных источников и перепрофилированы с радикальными намерениями.

## Примеры
Некоторыми бывшими средствами контркультурного самовыражения, которые критики считают рекуперационными (по крайней мере, частично), являются: панк-музыка и мода, например прическа ирокез, рваные джинсы и аксессуары для бондажа, такие как собачьи ошейники; татуировки; уличное искусство и партиципаторное искусство.
Сторонники экологической справедливости, которые занимают центральное место в социальных движениях и сопротивлении переходу к экологической устойчивости, видят, что язык перехода к устойчивости рекуперируется теми, кто стремится отсрочить переход и управлять им.
Указывая на «эрозию государственных СМИ» и капиталистический реализм, Аарон Бастани писал о «рекуперации Интернета капиталом», говоря, что последствия постоянной рекуперации корпоративных СМИ включают укрепление статуса-кво, подавление инакомыслия и художественное выражение.
Сторонники социальной справедливости идентифицировали популярный дискурс The New Jim Crow как рекуперационный, заявив, что он скрывает анализ массовых тюремных заключений в Соединенных Штатах, придерживаясь контрреволюционных контекстуальных рамок.

## Дополнительные ссылки
- Эссе по рекуперации (англ.)